# Prattville, Alabama
Prattville este un oraș și reședința comitatului Autauga din statul Alabama al Statelor Unite ale Americii. Localitatea se găsește parțial și în comitatul vecin Elmore.